# Korelacja cząstkowa

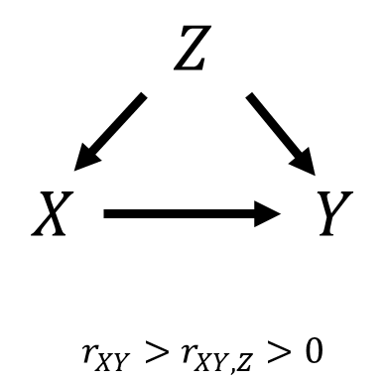
Korelacja cząstkowa zmiennych

Korelacja cząstkowa – miara zależności zmiennych losowych przy usuniętym wpływie innych zmiennych losowych z ustalonego zbioru.

## Definicja
Korelacja cząstkowa zmiennych {\displaystyle X} i {\displaystyle Y} z wyłączeniem wpływu zmiennych ze zbioru {\displaystyle \mathbf {Z} =\left\{Z_{1},Z_{2},\dots ,Z_{n}\right\}}, zapisywana {\displaystyle \rho _{XY.\mathbf {Z} }}, to współczynnik korelacji Pearsona pomiędzy składnikami resztowymi {\displaystyle R_{X}} i {\displaystyle R_{Y}} z modeli regresji liniowej prognozujących odpowiednio {\displaystyle X} za pomocą {\displaystyle \mathbf {Z} } oraz {\displaystyle Y} za pomocą {\displaystyle \mathbf {Z} .}

## Wzór rekurencyjny
Korelację cząstkową rzędu {\displaystyle n} (tzn. taką, dla której {\displaystyle |\mathbf {Z} |=n}) można łatwo wyznaczyć na podstawie trzech korelacji cząstkowych rzędu {\displaystyle n-1}, przy czym za korelację cząstkową rzędu zerowego należy przyjąć zwykły współczynnik korelacji.
Dla dowolnej zmiennej {\displaystyle Z_{0}\in \mathbf {Z} ,}
{\displaystyle \rho _{XY.\mathbf {Z} }={\frac {\rho _{XY.\mathbf {Z} \setminus \{Z_{0}\}}-\rho _{XZ_{0}.\mathbf {Z} \setminus \{Z_{0}\}}\rho _{Z_{0}Y.\mathbf {Z} \setminus \{Z_{0}\}}}{{\sqrt {1-\rho _{XZ_{0}.\mathbf {Z} \setminus \{Z_{0}\}}^{2}}}{\sqrt {1-\rho _{Z_{0}Y.\mathbf {Z} \setminus \{Z_{0}\}}^{2}}}}}.}
Jeżeli {\displaystyle Z} jest pojedynczą zmienną, powyższy wzór sprowadza się do:
{\displaystyle \rho _{XY.Z}={\frac {\rho _{XY}-\rho _{XZ}\rho _{ZY}}{{\sqrt {1-\rho _{XZ}^{2}}}{\sqrt {1-\rho _{ZY}^{2}}}}}.}